# فرودگاه تولنارو
فرودگاه تولنارو  (به انگلیسی: Tôlanaro Airport) (به زبان بومی: Marillac Airport) یک فرودگاه همگانی با کد یاتا FTU است که یک باند فرود آسفالت دارد و طول باند آن ۱۶۰۰ متر است. این فرودگاه در کشور ماداگاسکار قرار دارد و در ارتفاع ۶ متری از سطح دریا واقع شده است.